# 硫化四甲基秋兰姆
硫化四甲基秋兰姆是一种有机硫化合物，化学式为((CH3)2NCS)2S，它是黄色固体，可溶于有机溶剂。
它可由二硫化四甲基秋兰姆和三苯基膦反应制得：
(Me2NCSS)2 + PPh3 → (Me2NCS)2S + SPPh3
X射线衍射表明，它由两个平面的(CH3)2NCS单元通过-S-连接得到。